# Patricia Goldman-Rakic
Patricia Goldman-Rakic, née Shoer le 22 avril 1937 et morte le 31 juillet 2003, est une professeure américaine de neurosciences, de neurologie, de psychiatrie et de psychologie au département de médecine de l'Université à Yale. Elle est une pionnière de la recherche multidisciplinaire sur le cortex préfrontal et la mémoire de travail.

## Jeunesse et éducation
Patricia Shoer est née à Salem, dans le Massachusetts,. Son père, Irving Shoer, est le fils d'immigrants lettons et sa mère, Jenny Pearl, est une immigrante russe. Elle grandit à Peabody et fréquente la Peabody High School. Elle obtient son baccalauréat cum laude en neurobiologie de Vassar College en 1959 et son doctorat de l'Université de Californie à Los Angeles en psychologie du développement en 1963.
Après des postes postdoctoraux à l'UCLA et à l'Université de New York, elle travaille au National Institute of Mental Health en neuropsychologie et plus tard en tant que cheffe du département de neurodéveloppement de 1965 à 1979,. Elle rejoint le département de médecine à l'Université Yale en 1979 où elle reste jusqu'à sa mort. 
Elle est professeure dans le département de neurobiologie avec des nominations conjointes dans les départements de psychiatrie, de neurologie et de psychologie,. En 1988, elle obtient une subvention de 6 millions de dollars sur cinq ans pour établir le Centre de recherche en neurosciences à Yale.

## Recherches
Au début de sa carrière, elle étudie la capacité du cerveau à se réparer au début du développement et est l'une des premières à utiliser des traceurs radioactifs pour examiner ce phénomène.
Elle est la première à découvrir et à décrire les circuits du cortex préfrontal et leur relation avec la mémoire de travail. Les recherches de Goldman-Rakic montrent que les méthodes utilisées pour étudier les cortex sensoriels peuvent être adaptées aux zones corticales préfrontales d'ordre plus élevé. Ses travaux permettent aux scientifiques ultérieurs de mieux comprendre la base neurobiologique des fonctions cognitives supérieures et des troubles tels que la schizophrénie, la maladie d'Alzheimer, le trouble du déficit de l'attention (TDAH), l'infirmité motrice cérébrale, la maladie de Parkinson et la démence. 
Elle emploie une approche multidisciplinaire, appliquant des techniques biochimiques, électrophysiologiques, pharmacologiques, anatomiques et comportementales pour étudier la mémoire de travail. Elle réalise les premières études sur les influences de la dopamine sur le cortex préfrontal, recherche essentielle à la compréhension de la schizophrénie, du TDAH et de la maladie de Parkinson. Une revue du travail de sa vie, y compris son rôle spécial de mentor des femmes scientifiques, est publiée dans la revue Neuron en 2003.
Goldman-Rakic coécrit plus de 300 articles scientifiques et coédite trois livres. Elle cofonde avec le Dr Pasko Rakic le Cerebral Cortex Journal, une publication spécialisée d'Oxford Press. 
Elle utilise l'enregistrement par microélectrodes dans ses recherches et conteste la notion traditionnelle selon laquelle la mémoire n'est pas contrôlée ou impliquée dans le lobe frontal. Elle affirme en effet que la mémoire de travail est distincte de la mémoire à long terme.

## Vie privée
Goldman-Rakic a deux sœurs, la Dr Ruth Rappaport, sa jumelle, et la Dr Linda Faith Schoer,. Elle se marie au Dr Lawrence Goldman avant de se remarier avec Pasko Rakic, également neuroscientifique, en 1979.

## Mort
Le 29 juillet 2003, Goldman-Rakic est heurtée par une voiture alors qu'elle traverse une rue à Hamden, dans le Connecticut. Elle décède deux jours plus tard, le 31 juillet à l'hôpital Yale-New Haven. Elle est enterrée au cimetière de Grove Street.
En mémoire de Goldman-Rakic, Constance et Stephen Lieber créent le prix Goldman-Rakic Prize for Outstanding Achievement in Cognitive Neuroscience. Ce prix est décerné chaque année à des scientifiques exceptionnels, du psychiatre au neuroscientifique moléculaire, pour leur impact sur l'étude de la cognition. Le prix est valorisé de 40 000 $ et les gagnants sont honorés lors du dîner annuel de remise des prix internationaux à New York.